# Bridlington Town A.F.C.
Bridlington Town AFC là một câu lạc bộ bóng đá có trụ sở tại Bridlington, East Riding of Yorkshire, Anh. Được thành lập vào năm 1918, đội bóng hiện thi đấu tại chơi Northern Premier League Division One East.

## Danh hiệu
- Northern Premier League First Division
  - Nhà vô địch mùa giải 1992–93
- NCEL Premier Division
  - Nhà vô địch các mùa giải 1989–90, 2002–03, 2009–10
- NCEL Division One
  - Á quân mùa giải 2001–02
  - Thăng hạng mùa giải 1985–86
- Yorkshire League
  - Nhà vô địch mùa giải 1966–67
- Yorkshire League Division Two
  - Nhà vô địch mùa giải 1974–75
  - Á quân mùa giải 1959–60
- FA Vase
  - Nhà vô địch mùa giải 1992–93
  - Á quân mùa giải 1989–90
- East Riding Senior Cup
  - Nhà vô địch các mùa giải 2011–12,[2] 2014–15,[3] 2015–16, 2016–17, 2018–19

## Thành tích
- FA Cup
  - Vòng một: để thua với tỉ số 2–3 trước Bishop Auckland mùa giải 1960–61 và thua với tỉ số 1–2 trước York City mùa giải 1991–92.
- FA Trophy
  - Tái đấu vòng thứ hai: để thua với tỉ số 0–4 trước Eastwood Town mùa giải 2004–05.